# Vallères
Vallères é uma comuna francesa na região administrativa do Centro, no departamento Indre-et-Loire. Estende-se por uma área de 14,87 km². Em 2010 a comuna tinha 1 298 habitantes (densidade: 87,3 hab./km²).